# Paus Johannes XV
Johannes XV (Rome, geboortedatum onbekend - aldaar, 1 april 996) was paus van juli 985 tot aan zijn overlijden in 996. Johannes was de zoon van de Romeinse priester Leo.
Johannes XV werd dikwijls Johannes XVI genoemd, omdat er vóór hem kort een andere Johannes paus zou zijn geweest. Johannes XV bleef tijdens zijn pontificaat sterk onder de invloed staan van Johannes Crescentius. Zijn tussenkomst in het geschil tussen koning Ethelred II van Engeland en Richard I van Normandië leidde tot de Vrede van Rouen in 991. Tijdens zijn pontificaat vond de eerste Heiligverklaring plaats, van Ulrich van Augsburg in 993.
Cursief: tegenpaus